# Hydrocotyle foveolata
Hydrocotyle foveolata är en växtart i släktet Hydrocotyle och familjen araliaväxter.
Arten förekommer i sydöstra Australien. Den beskrevs av Hansjörg Eichler 1965.